# Карагандинское концертное объединение имени Кали Байжанова
Карагандинское концертное объединение имени Кали Байжанова — областная филармония в г. Караганда, Казахстан. Организована в 1939 году (по другим данным, в марте 1938 года) как концертно-эстрадное бюро при отделе искусств Карагандинского облисполкома, с 1945 носила название «Карагандинская государственная областная филармония им. К.Байжанова».
В 1988 году создан ансамбль народных инструментов, принимавший участие в фестивалях фольклорной музыки в Ираке (1994), Швейцарии (1994), России (в 1996-1997 годах в Москве, Санкт-Петербурге и Омске с концертной программой «Наурыз мейрамы», в 2001 выступал в Колонном зале в Москве). Удостоен звания академического. В 1993 году создан ансамбль фольклорного национального танца «Аққу». При филармонии создан джазовый оркестр, ставший лауреатом джазового фестиваля в России (1994). В 1995 году организован вокальный ансамбль «Эуоп».

## Состав
В составе филармонии на начало 2020 года действуют:
- Джазовый оркестр
- Фольклорно-хореографический ансамбль «Аққу»
- Ансамбль «Мерей»
- Фольклорный ансамбль «Арқа сазы»
- Ансамбль «Арай»
- Академический оркестр имени Таттимбета
- Ансамбль «Ауен»
- Симфонический оркестр

Ранее в составе также были немецкий эстрадный ансамбль «Фройндшафт», струнный квартет, детские коллективы, музыкальный лекторий.

## Руководители
- А. Стародубенко (с 1945 года).
- П. И. Яновицкий (более 30 лет)
- Я. М. Симановский
- З. К. Мейрамбеков.
- Т. Н. Идрисов[1].